# Andreea Boghian
Andreea Nicoleta Boghian (* 29. November 1991 in Gura Humorului) ist eine rumänische Ruderin. Sie ist fünffache Europameisterin und gewann bisher eine WM-Silbermedaille.

## Karriere
Boghian begann mit dem Rudersport im Jahr 2004. 2007 nahm sie an den Junioren-Weltmeisterschaften teil, wo sie die Goldmedaille im Achter gewinnen konnte. Bei den Junioren-Weltmeisterschaften 2008 gewann sie die Silbermedaille im Zweier ohne Steuerfrau. Bei den Junioren-Weltmeisterschaften 2009 gewann sie die Goldmedaille im Zweier ohne Steuerfrau. Nach dem Herauswachsen aus dem Juniorinnenalter wurde sie direkt in der offenen Altersklasse eingesetzt und gewann eine Bronzemedaille bei den Ruder-Europameisterschaften 2009 in Brest im Doppelvierer. Den Sprung in den erfolgreichen rumänischen Frauen-Achter schaffte sie zunächst 2011, als sie in dieser Bootsklasse ihren ersten EM-Titel gewinnen konnte. Anschließend gewann sie mit Cristina Grigoraș die Silbermedaille im Zweier ohne Steuerfrau bei den U23-Weltmeisterschaften. Bei den Europameisterschaften 2012 wiederholte sie den Erfolg, danach musste sie allerdings den Achter verlassen und konnte nicht an den Olympischen Sommerspielen 2012 in London teilnehmen.
Im neuen Olympiazyklus gehört Boghian wieder zum Stamm des Frauen-Achters. Bei den Europameisterschaften 2013 gewann sie nicht nur im Achter, sondern auch mit Cristina Grigoraș im Zweier ohne Steuerfrau die Goldmedaille. Bei den Weltmeisterschaften belegte sie im Achter den zweiten Rang und gewann ihre erste WM-Medaille. 2014 konnte Boghian im Achter zum fünften Mal Europameisterin werden und bei den Weltmeisterschaften in Amsterdam belegte sie einen vierten Platz. 2015 folgten eine Bronzemedaille bei den Europameisterschaften und der siebte Platz bei den Weltmeisterschaften. Anfang Mai 2016 belegte der rumänische Achter den vierten Platz bei den Europameisterschaften. Vierzehn Tage später siegten die Rumäninnen in der letzten Olympiaqualifikation in Luzern. Bei den Olympischen Spielen 2016 gewann der rumänische Achter die Bronzemedaille in der Besetzung Roxana Cogianu, Ioana Strungaru, Mihaela Petrilă, Iuliana Popa, Mădălina Bereș, Laura Oprea, Adelina Boguș, Andreea Boghian und Steuerfrau Daniela Druncea.
Boghians Wettkampfgewicht beträgt rund 78 kg bei einer Körperhöhe von 1,85 m.